# Lamprosema eborinalis
Lamprosema eborinalis là một loài bướm đêm trong họ Crambidae.